# 济南考古馆
济南考古馆，位于山东省济南市历下区的一家市级考古馆，由济南市考古研究所主办，是该所的展示性库房，于2017年对公众开放。

## 历史
2017年9月29日上午9点半，济南考古馆正式开馆并向公众免费开放，该馆面积430平方米，是山东省第一家考古馆。
9月29日，主题展览《济南城市考古展》同步推出。该展览集中展示了自1997年济南市考古研究所成立至2017年20年间，济南市的50余项重要考古发现中的850余件（套）文物。展品的时代跨度自9000年前的后李文化一直到清末民初，系统地展示了济南地区的历史发展历程。

## 参观
济南考古馆位于山东省济南市历下区千佛山西路2号济南市考古研究所一楼，地处千佛山景区西门，与济南市博物馆相邻。该馆对公众免费开放，开放时间为每天9：30至16：00，周一闭馆。